# Calçado
Calçado este un oraș în Pernambuco (PE), Brazilia.